# Liste bedeutender Träger der Navy Distinguished Service Medal

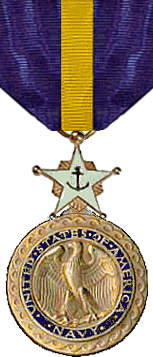
Navy Distinguished Service Medal

Die Liste soll alle bedeutenden Träger der Navy Distinguished Service Medal enthalten.

## Bedeutende Träger der Navy Distinguished Service Medal
- Robert H. Barrow (1922–2008), US Marine Corps, 27. Commandant of the Marine Corps
- Jeremy M. Boorda (1939–1996), US Navy, 25. Chief of Naval Operations (CNO) (NDSM mit zwei Goldsternen)
- Omar Bradley (1893–1981), US Army, General of the Army während des Zweiten Weltkrieges (Träger der Army Distinguished Service Medal)
- Miles R. Browning (1897–1954), US Navy, Offizier während des Pazifikkrieges
- Simon B. Buckner, Jr. (1886–1945), US Army, General während des Pazifikkrieges (→Schlacht um Okinawa)
- Arleigh Burke (1901–1996), US Navy, Admiral im Pazifikkrieg und 15. Chief of Naval Operations (NDSM mit zwei Goldsternen)
- Smedley Butler (1881–1940), United States Marine Corps, General, zweimal mit der Medal of Honor ausgezeichnet.
- Gerald P. Carr (1932–2020), USMC, Colonel und ehemaliger Astronaut der NASA
- Godfrey Chevalier (1889–1922), US Navy, Lieutenant Commander und Pionier der Marineflieger
- Joseph J. Clark (1893–1971), US Navy, Admiral im Pazifikkrieg und erster Absolvent indigener Wurzeln der United States Naval Academy
- Vernon E. Clark, US Navy, 27. Chief of Naval Operations (NDSM mit einem Goldstern)
- Ray Davis (1915–2003), USMC, hochdekorierter Offizier während des Pazifikkrieges, Koreakrieges und Vietnamkrieges (NDSM mit einem Goldstern)
- Pedro del Valle (1893–1978), USMC, General während des Pazifikkrieges
- Charles A. Doyen (1859–1918), USMC, erster Träger der NDSM
- Charles W. Dyson (1861–1930), US Navy, Offizier und Ingenieur
- Ira C. Eaker, US Air Force, Kommandeur der 8. US-Luftflotte während des Zweiten Weltkrieges (Träger der Army DSM)
- Dwight D. Eisenhower (1890–1969), US Army, oberkommandierender General der Alliierten in Westeuropa während des Zweiten Weltkrieges und 34. Präsident der Vereinigten Staaten (1953–1961) (Träger der Army DSM)
- Howard Engstrom (1902–1962), US Navy, Captain, Geheimdienstmitarbeiter, später stellvertretender Direktor der NSA
- Daniel V. Gallery (1901–1977), US Navy, Flugzeugträgerkommandant in der Schlacht im Atlantik, später Admiral
- Roy A. Gano (1902–1971), US Navy, Veteran des Pazifik- und Koreakrieges und späterer Vice Admiral
- Roy S. Geiger (1885–1947), USMC, General während des Pazifikkrieges (NDSM mit zwei Goldsternen und Träger der Army DSM)
- William F. Halsey (1882–1959), US Navy, Fleet Admiral im Pazifikkrieg
- Lewis B. Hershey (1893–1977), US Army, ehemaliger Offizier und Direktor des Selective Service System (Träger der Army DSM)
- John P. Jumper, USAF, 18. Chief of Staff of the Air Force (Träger der Army DSM und der Air Force Distinguished Service Medal)
- John L. Hall, Jr. (1891–1978), US Navy, Admiral während des Zweiten Weltkrieges
- Frank B. Kelso II (1933–2013), US Navy, 25. Chief of Naval Operations (NDSM mit zwei Goldsternen)
- Ernest King (1878–1956), US Navy, Chief of Naval Operations (CNO) während des Zweiten Weltkrieges (NDSM mit zwei Goldsternen)
- John A. Lejeune (1867–1942), USMC, Lieutenant General und 13. Commandant of the Marine Corps (Träger der Army DSM)
- Charles A. Lockwood (1890–1967), US Navy, Kommandeur der U-Boot-Pazifikflotte während des Pazifikkrieges (NDSM mit zwei Goldsternen)
- Jim Lovell (1928–2025), US Navy, NASA-Astronaut und Kommandant von Apollo 13
- Mildred H. McAfee (1900–1994), US Navy, erste Direktorin von WAVES (Women Accepted for Volunteer Emergency Service) innerhalb der United States Navy
- Douglas MacArthur (1880–1964), US Army, General of the Army während des Ersten Weltkrieges, Zweiten Weltkrieges und Koreakrieges.
- John S. McCain I. (1884–1945), US Navy, Admiral der Fast Carrier Task Force während des Pazifikkrieges und Großvater von Senator John McCain (mit zwei Goldsternen)
- Alford L. McMichael, US Marine Corps, 14. Sergeant Major of the Marine Corps
- Charles Momsen (1896–1967), US Navy, Admiral und Konstrukteur der Momsen Lung
- John P. Murtha (1932–2010), USMC, ehemaliger Colonel und seit 1973 Demokrat im Repräsentantenhaus
- Chester Nimitz (1885–1966), US Navy, Admiral of the Fleet und Oberkommandeur im Zentralpazifik während des Pazifikkrieges (Navy DSM mit drei Goldsternen und Träger der Army DSM)
- Eli Thomas Reich (1913–1999), US Navy, U-Boot-Kommandeur während des Pazifikkrieges (NDSM mit einem Goldstern)
- Keller E. Rockey (1888–1970), USMC, Kommandeur der 5. US-Marinedivision während der Schlacht um Iwo Jima im Pazifikkrieg (Träger der Army DSM)
- Harry Schmidt (1886–1968), USMC, Kommandeur der 4. US-Marinedivision während des Pazifikkrieges (NDSM mit zwei Goldsternen)
- Norman Schwarzkopf, jr. (1934–2012), US Army, Oberbefehlshaber aller US-amerikanischen Streitkräfte am Persischen Golf und Leiter der Operation Desert Storm (Träger der Army DSM)
- Alan Shepard (1923–1998), US Navy, Rear Admiral und erster NASA-Astronaut im Weltall
- Leighton W. Smith, US Navy, Admiral und ehemaliger Kommandant der IFOR-Mission in Bosnien
- David W. Taylor (1864–1940), US Navy
- Alexander A. Vandegrift (1887–1973), USMC, General während des Pazifikkrieges und 18. Commandant of the Marine Corps
- Theodore S. Wilkinson (1888–1946), US Navy, Admiral im Pazifikkrieg
- Elmo R. Zumwalt (1920–2000), US Navy, 19. Chief of Naval Operations (NDSM mit einem Goldstern)